# Ibrahim Al-Mausili
Ibrahim Al-Mausili (Kufa, 742 - Basora, 804) fue un cantante iraquí.
Nació de padres kurdoso persas que se habían establecido en Kufa (una ciudad iraquí, situada 170 km al sur de Bagdad. En sus primeros años, sus padres murieron y fue criado por su tío. Solo le atraía el canto, no el estudio, y a la edad de 23 años, huyó a Mosul (400 km al norte de Bagdad), donde se unió a una banda de jóvenes bandidos.
Después de un año se mudó a Ray (una ciudad situada 5 km al sur de la ciudad de Teherán, capital de Irán, a unos 800 km al noreste de Bagdad), donde conoció a un embajador del califa Al-Mansur (714-775), quien le permitió llegar a Basora (400 km al sureste de Bagdad) y tomar clases de canto. Su fama como cantante empezó a difundirse, y el califa Al-Mahdi (744-785) lo hizo llevar a la corte. Allí permaneció como favorito bajo Hadi, mientras que Harun al-Rashid lo mantuvo siempre con él hasta su muerte, cuando ordenó a su hijo Al-Mamún decir la oración sobre su cadáver.
Ibrahim no era un musulmán estricto. Dos o tres veces fue arrestado y encarcelado por el exceso de consumo de vino, pero siempre recuperó el favor de la corte. Su canto era muy superior a cualquier otra cosa conocida en el momento. Dos de sus alumnos, sus hijos Isiaq y Muariq, alcanzaron la celebridad después de él.
Se habla de él en el prefacio del libro Abu Nowas, de Wilhelm Ahlwardt ―publicado en Greifswald (Alemania), en 1861―, y aparecen muchas anécdotas de su vida en el Kitab al-Aghani (2.49).